# ウィリアム・デラム

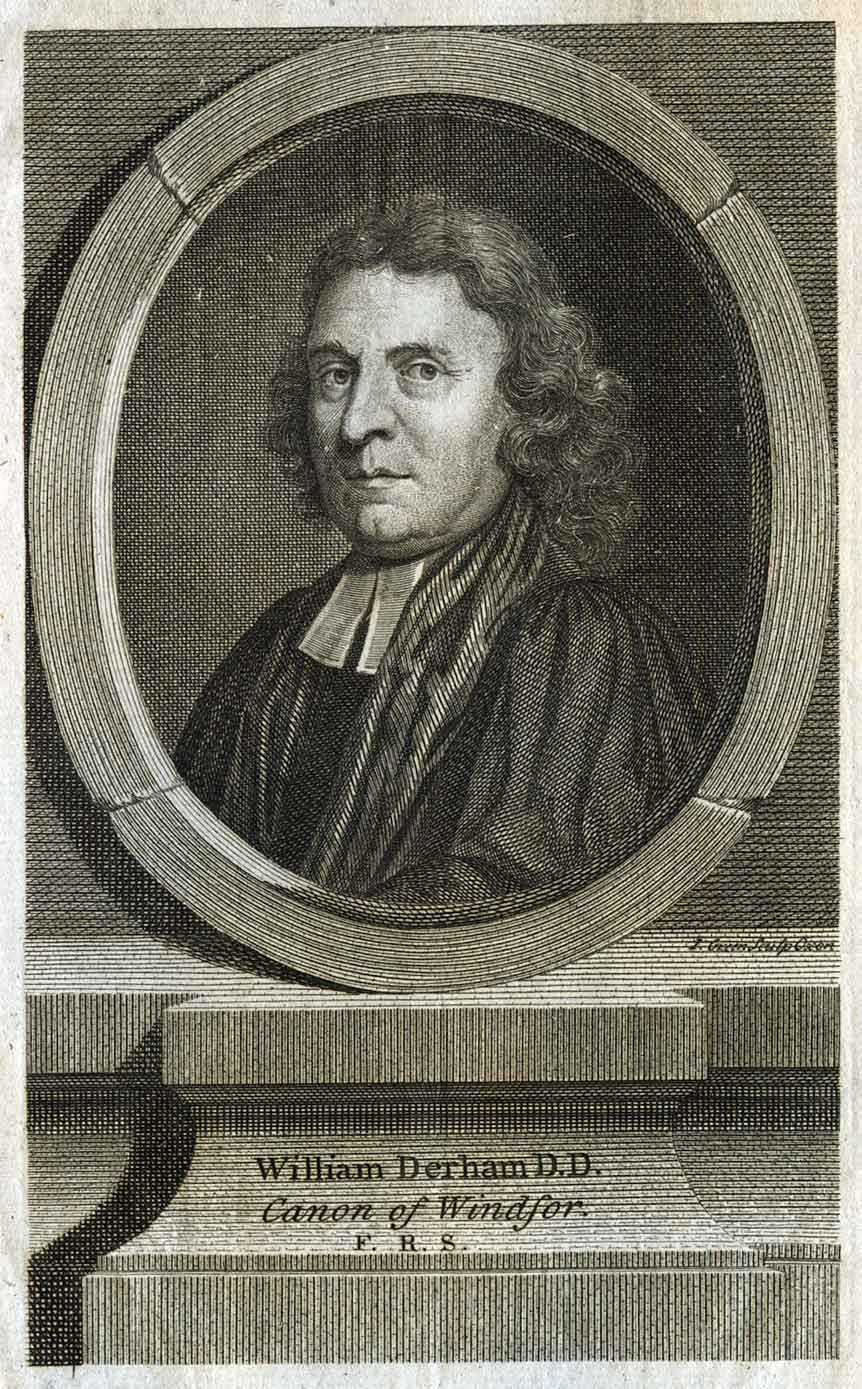
ウィリアム・デラム

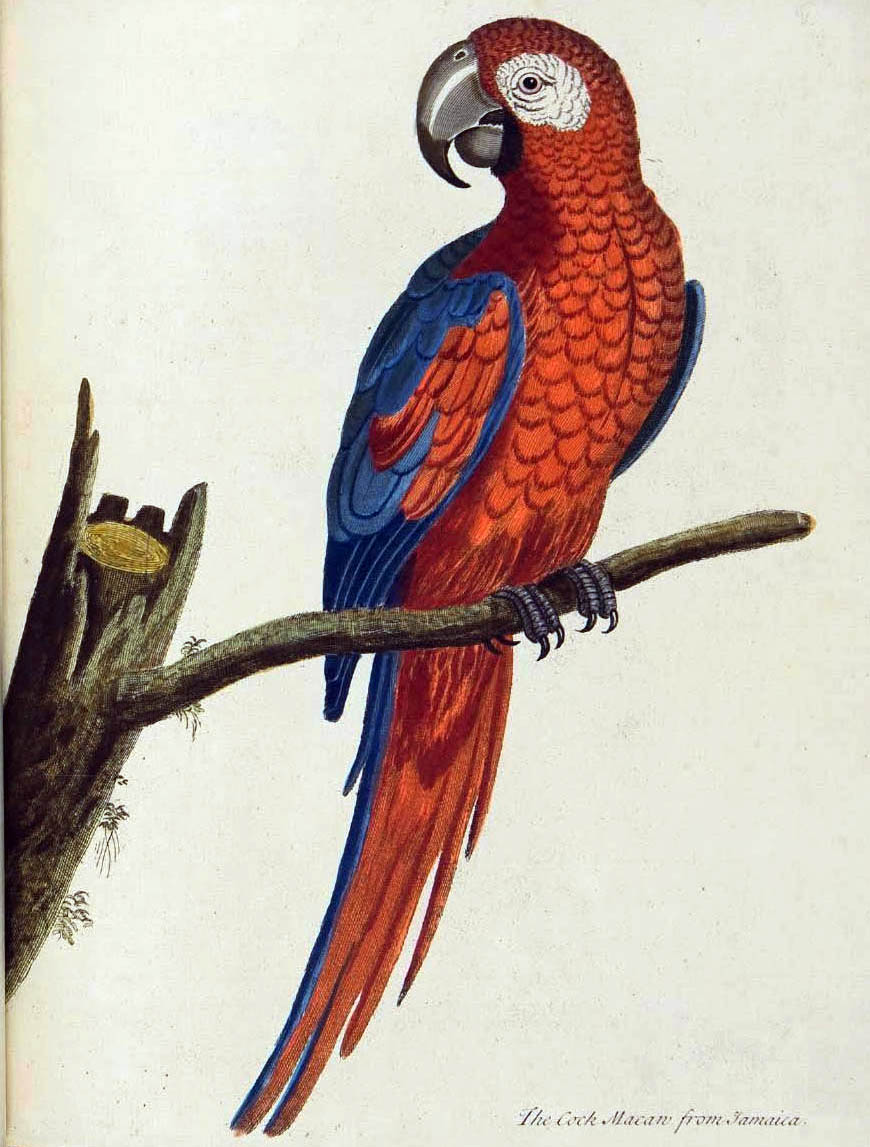
A natural history of birdsの図版
(画) エリーザー・アルビン

ウィリアム・デラム（William Derham、1657年11月26日 - 1735年4月5日）はイギリスの聖職者、科学者、著述家である。「自然神学」の著作などを残した。比較的正確な音速の計測をしたことでも知られる。

## 略歴
ウスターシャーのStoultonに生まれた。グロスターシャーのブロックリーで学んだ後、1675年から1679年までオックスフォード大学のトリニティ・カレッジで学び、1681年に叙階された。1682年に、ワグレーヴの副牧師、1689年から1735年の間はアップミンスターの教区牧師を務めた。アップミンスターの時代には聖ジョージ礼拝堂の司祭（Canon）も兼任した。
1696年に、著書、"Artificial Clockmaker"を出版し、これは何度か再刊された。代表作は、『物理神学』("Physico-Theology":1713年）、『天文神学』("Astro-Theology":1714年)、『キリスト教神学』("Christo-Theology": 1730年)の3部作である。自然の仕組みを説明し、さまざまな自然が人間に奉仕するように、神が意図的に計画しているという立場にたった著作である。これらの著作には、いくつかの独自の科学的知見が記述されていた。例えば、時計の精度を向上させるために温度の伝達を防ぐために真空にするにすることの検討などが含まれていた。『天文神学』には教会に16フィートの長さの望遠鏡を使って観測したいくつかの新しい星雲について記述していた。
音速の測定については、天文観測に用いた、望遠鏡で、教会の塔から友人が散弾銃を撃つのを観測し、発射から音が聞こえるまでの時間を0.5秒周期の振り子で測定し、毎秒1,072パリフィート（1 Parisian ft.=0.324m で347m/secとなり、音速340.29m/secに近い）という値を1709年に発表した。
1703年に王立協会フェローに選ばれ、王立協会で多くの論文を発表し、同時代の博物学者ジョン・レイ (1627年-1705)の伝記も書いた。博物画家のエリーザー・アルビン（Eleazar Albin）と共著で昆虫や鳥類の図鑑も出版した。

## 著作
- The Artificial Clockmaker (1696)

--- (1734 edition)
- Physico-theology, or a Demonstration of the Being and Attributes of God (1723 edition)
- Christo-Theology: Or, a Demonstration of the Divine Authority of the Christian Religion (1730 edition)
- Astro-theology: or, A demonstration of the being and attributes of God, from a Survey of the Heavens (1731 edition)
- W. Derham & E. Albin. A natural history of English insects. Illustrated with a hundred copper plates, curiously engraven from the life: and (for those who desire it) exactly coloured by the author (London, William Innys, 1729).
- Albin, Eleazar; Derham, William (1731-1738). A natural history of birds : illustrated with a hundred and one copper plates, curiously engraven from the life (3 Volumes). London